# Alonso Zamora
Para el filólogo español, véase Alonso Zamora Vicente
Alonso Zamora, también conocido como El Manitas, (7 de noviembre de 1991 Guadalajara, Jalisco) es un futbolista mexicano que juega en la posición de defensa para el Tepatitlán Fútbol Club de la Liga de Expansión MX.

## Trayectoria
Debutó en el máximo circuito gracias a la regla 20/11 en el apertura 2009, en un partido contra los Tecos donde el marcador fue 2-0 a favor de los zorros. Ha disputado 18 encuentros en su carrera profesional, siendo titular en 7 de ellos. 
Llega al Club Puebla como refuerzo para la Apertura 2017.

## Clubes
| Club                | País   | Año         |
| ------------------- | ------ | ----------- |
| Atlas               | México | 2009 - 2010 |
| Tigres UANL         | México | 2011 - 2013 |
| Atlante FC          | México | 2013 - 2014 |
| Tigres UANL         | México | 2014 - 2015 |
| Jaguares de Chiapas | México | 2016        |
| FC Juárez           | México | 2016 - 2017 |
| Club Puebla         | México | 2017 - 2021 |
| Dorados de Sinaloa  | México | 2021 - Act  |

- Datos: Q4734496